# فوينتي دي بيدرو ناهارو
بلدية فوينتي دي بيدرو ناهارو (بالإسبانية: Fuente de Pedro Naharro)‏، هي إحدى بلديات مقاطعة قونكة إحدى مقاطعات إسبانيا، و التي تقع في منطقة قشتالة لا منتشا وسط البلاد, و المائلة لجهة الشرق من إسبانيا.
يبلغ عدد سكانها 1.269 نسمة وفقاً لإحصائية سنة (2007).